# John Evitts
John Evitts is een Engels acteur, vooral bekend als Bruce Paddock uit de televisieserie Keeping Up Appearances. Bruce was de man van Violet, de rijke zus van Hyacinth Bucket (met dat grote huis, die nieuwe Mercedes, zwembad en ruimte voor een pony). Toch is hij in die serie maar 8 keer te zien geweest en ook alleen maar in de laatste reeks uit 1995.

## Verdere rollen
Evitts debuteerde in 1962, in een aflevering van Z Cars. Sindsdien heeft hij voornamelijk tv-werk gedaan, zo was hij te zien in Poirot, Casualty en Boon. Ook speelde hij enkele kleine rollen in films. Sinds zijn rol in Keeping Up Appearances is er weinig meer van hem vernomen.

## Filmografie
- Keeping Up Appearances televisieserie - Bruce Paddock (8 afl., 1995)
- Poirot televisieserie - Parsons (Afl., The Underdog, 1993)
- A New Lease of Death (televisiefilm, 1991) - Priester
- The Green Man (televisiefilm, 1990) - Begrafenisondernemer
- All Creatures Great and Small televisieserie - Gibson (Afl., Out with the New, 1990)
- Casualty televisieserie - George (Afl., Hanging On, 1989)
- Boon televisieserie - Mr. Dudley (Afl., Something Old, Something New, 1986)
- Oliver Twist (Mini-serie, 1985) - Dokter
- Hart to Hart televisieserie - Gerald (Afl., Two Harts Are Better Than One, 1983)
- I, Claudius (Mini-serie, 1976) - Meno
- Ubu roi (televisiefilm, 1976) - Koning Wenceslas
- The Rivals of Sherlock Holmes televisieserie - De fotograaf (Afl., The Assyrian rejuvenator, 1971)
- The Wednesday Play televisieserie - Journalist (Afl., Vote, Vote, Vote for Nigel Barton, 1965)
- Licensed to Kill (1965) - 'Killer'
- Z Cars televisieserie - Norman Herrick (Afl., Person Unknown, 1962)